# Anemone erythrophylla
Anemone erythrophylla är en ranunkelväxtart som beskrevs av Achille Eugène Finet och Gagnep.. Anemone erythrophylla ingår i släktet sippor, och familjen ranunkelväxter. Inga underarter finns listade i Catalogue of Life.